# Ustilaginoidea virens
Ustilaginoidea virens är en svampart som först beskrevs av Mordecai Cubitt Cooke, och fick sitt nu gällande namn av Takah. 1896. Ustilaginoidea virens ingår i släktet Ustilaginoidea, ordningen köttkärnsvampar, klassen Sordariomycetes, divisionen sporsäcksvampar och riket svampar.   Inga underarter finns listade i Catalogue of Life.

## Källor

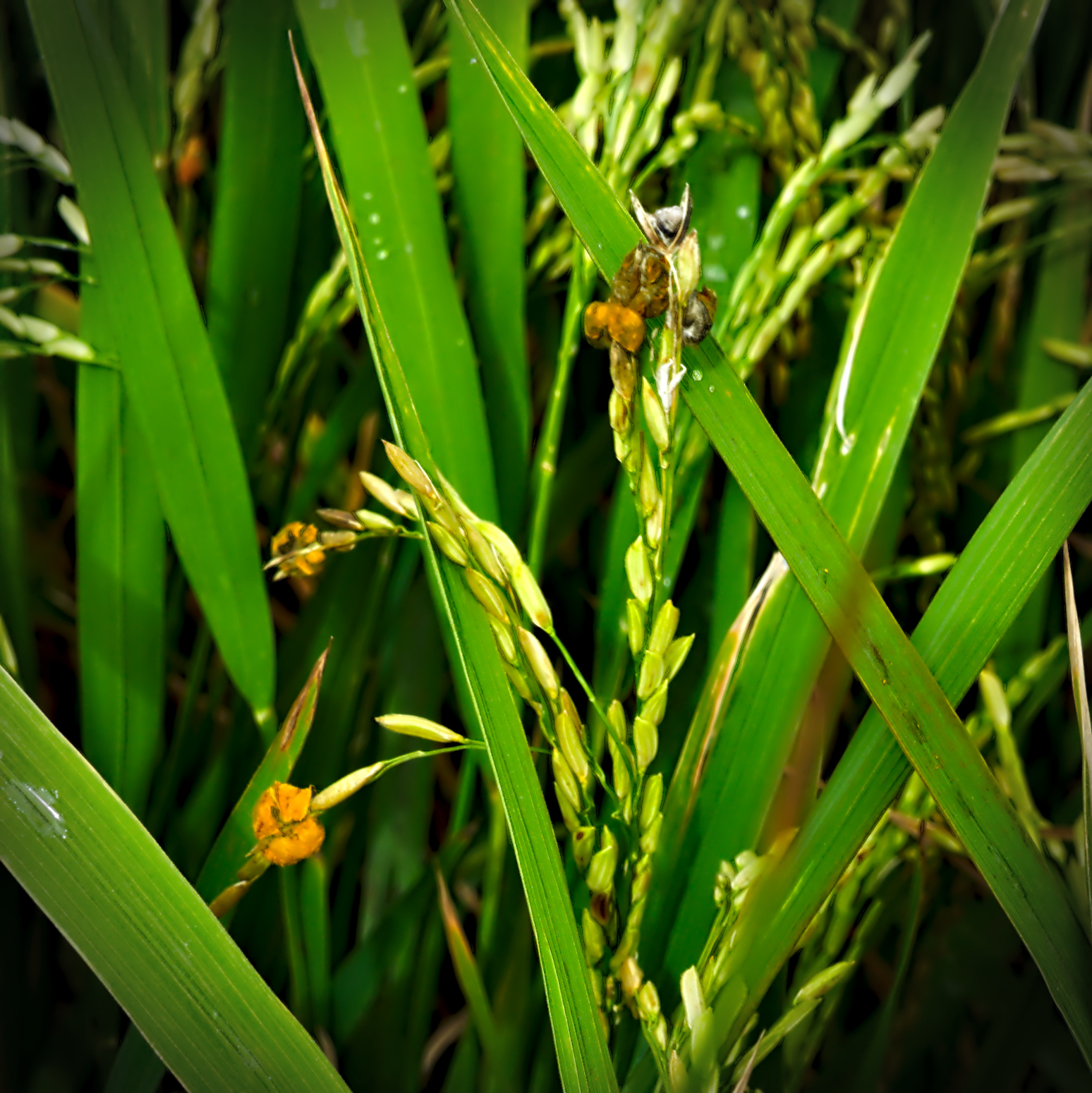
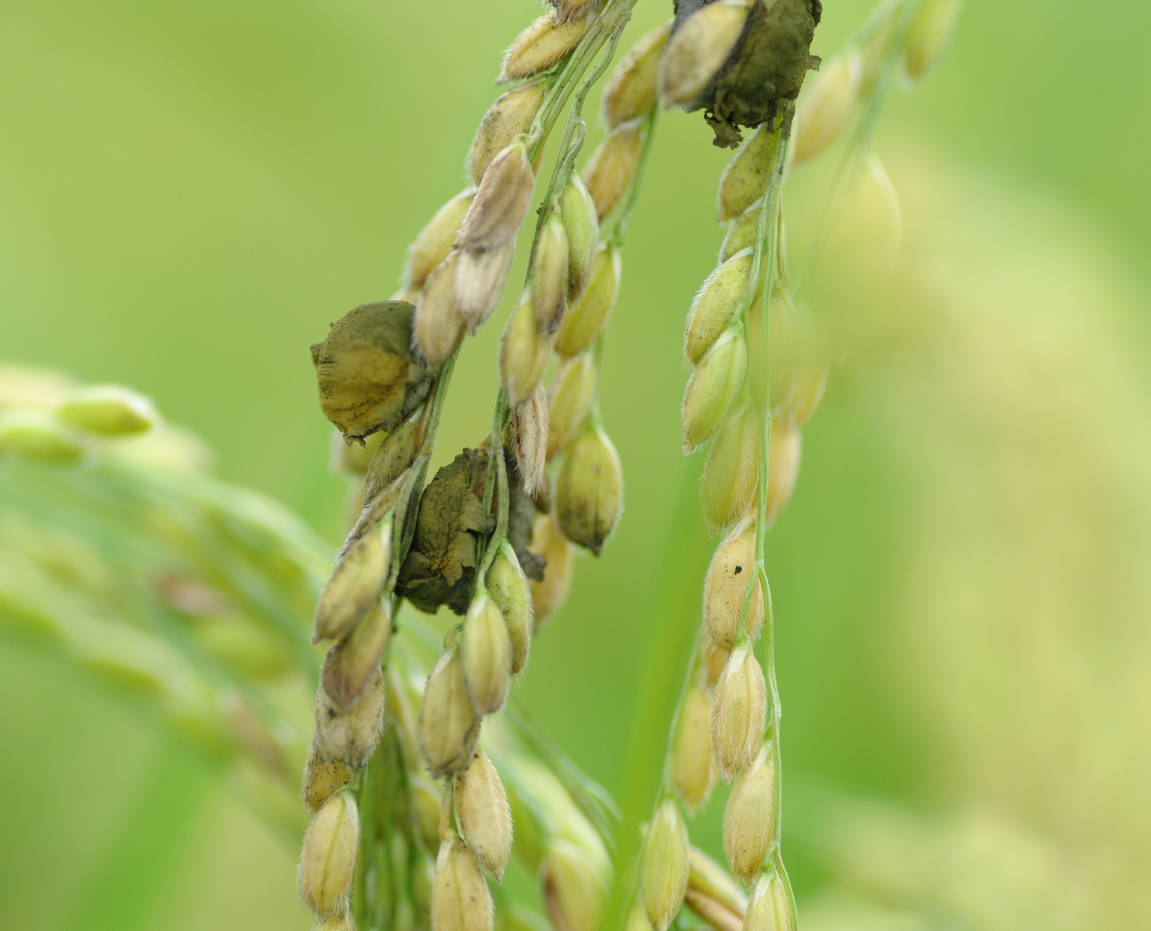